# Konfitura szczecińska z owoców róży

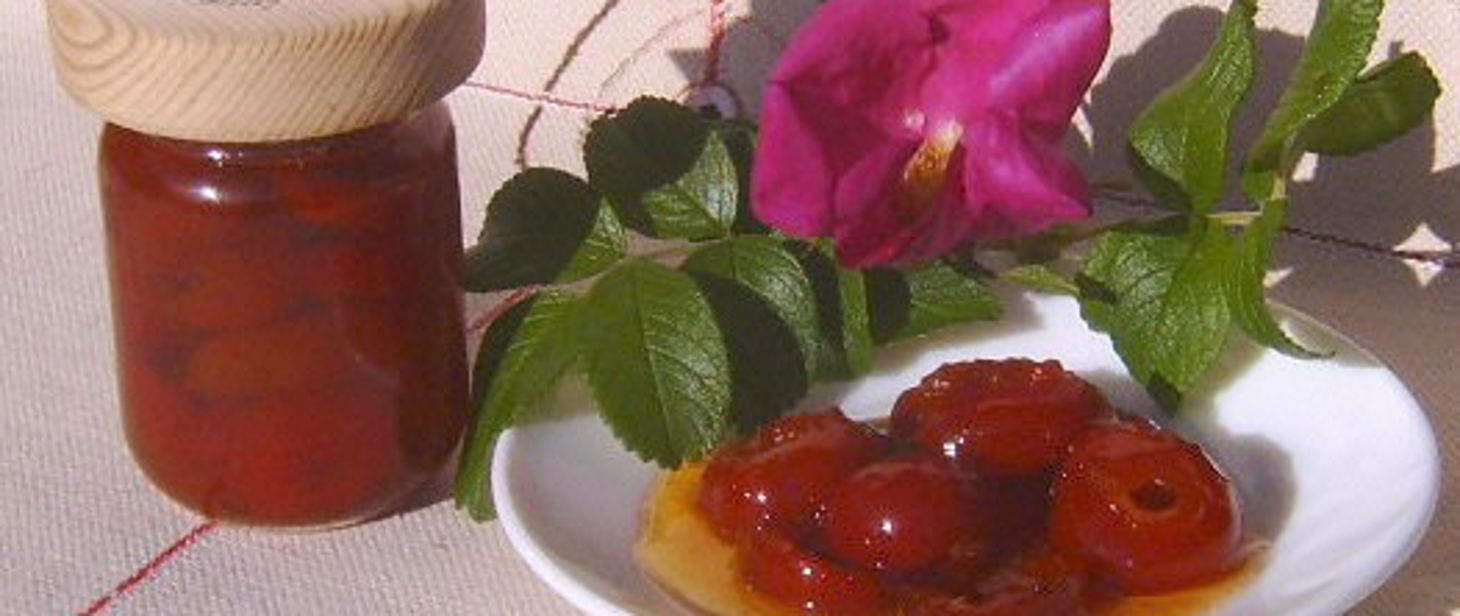
Konfitura szczecińska z owoców róży

Konfitura szczecińska z owoców róży – regionalny produkt spożywczy, charakterystyczny dla gminy Dolice (powiat stargardzki). 28 lipca 2011 wpisany na polską listę produktów tradycyjnych (zgłaszającymi byli Bożena i Ryszard Jaszczowscy).

## Historia
Około 1800 na terenie Szczecina funkcjonowało pięć wytwórni konfitur, a pierwsza wzmianka o konfiturze z owoców róży pomarszczonej, która występowała wówczas w Klęskowie, Podjuchach, Strudze, Widoku, Zdrojach, Żydowicach oraz pomiędzy Kijewem i Dąbiem, znajduje się w książce kucharskiej Stettiner Kochbuch autorstwa Marie Rosnack z 1845, w której opisano proces przyrządzania potrawy: Przygotować duże owoce dzikiej róży wraz z gałązkami, rozciąć u góry i tak ostrożnie, jak to tylko możliwe, wyjąć pestki. Owoce włożyć do dużego słoja. Owoce zwarzyć i proporcjonalnie do ich wagi wziąć tyle samo cukru, wsypać do brytfanki, zalać niewielką ilością wody i gotować przez jakiś czas. Następnie wsypać owoce dzikiej róży, wlać trochę dobrego octu winnego lub kwasku cytrynowego i gotować tak długo, aż zmiękną. Po 1945 receptura konfitury została odnowiona z pewnymi zmianami (do zakwaszania używa się soku z cytryny). Surowiec pochodzi z gospodarstwa ekologicznego.

## Charakterystyka
Smak konfitury jest słodki, ma ona konsystencję gęstego syropu i barwę od pomarańczowej do ciemnoczerwonej.

## Nagrody i wyróżnienia
W 2008 konfitura zdobyła II miejsce w konkursie „Nasze Kulinarne Dziedzictwo – Smaki Regionów” otrzymując nagrodę „Perła”.